# Fernando Llorente
Pour les articles homonymes, voir Llorente.
Fernando Llorente Torres [ferˈnando ʎoˈɾente ˈtores], né le 26 février 1985 à Pampelune en Navarre, est un footballeur international espagnol. Il évolue actuellement au poste d'attaquant.
Il remporté la Coupe du monde 2010 et l'Euro 2012 avec sa sélection.

## Carrière en club

### Athletic Bilbao (2004-2013)
Bien qu'étant né à Pampelune, dans un hôpital où sa tante travaillait, Llorente grandit à Rincón de Soto dans la communauté de La Rioja. Il intègre les équipes de jeunes de l'Athletic Bilbao en 1996, à l'âge de 11 ans, grâce à ses origines navarraises. Il passe plusieurs saisons à différents échelons des équipes de jeunes, rejoignant en 2003 le CD Baskonia, affilié à l'Athletic depuis 1997, club jouant en quatrième division. Au cours de ses 33 apparitions sous le maillot du CD Baskonia, Llorente inscrit 12 buts ce qui lui vaut d'être promu dans l'équipe du Bilbao Athletic, l'équipe réserve de l'Athletic, qui joue alors en troisième division. Après avoir disputé 16 matches et inscrit 4 buts pour le Bilbao Athletic au cours de la première moitié de la saison, Llorente se voit offrir un nouveau contrat jusqu'en juin 2008.
Le 16 janvier 2005, il fait ses débuts en équipe première face à l'Espanyol de Barcelone (1-1). Trois jours plus tard, au cours d'un match de Coupe d'Espagne face à l'UD Lanzarote, Llorente inscrit un triplé pour une victoire 6-0. Il participe alors à 14 des 19 derniers matches de championnat (inscrivant 3 buts), plusieurs matches de Coupe d'Espagne ainsi qu'un match de Coupe UEFA face à l'Austria Vienne.
Avant le début de la saison 2005-06, il est décidé que Llorente portera à l'avenir le numéro 9 et non plus le 32. Il marque lors de la première journée, un derby basque contre la Real Sociedad (3-0). Au cours de la saison, Llorente a des difficultés à marquer, ce qui peut être en partie attribué à une série de blessures (genou, gastroentérite...). Il termine la saison avec seulement 4 buts inscrits : 2 en championnat et 2 en coupe face au CE L'Hospitalet.
Le 13 juillet 2006, Llorente signe un nouveau contrat avec l'Athletic jusqu'en juin 2011 qui inclut une clause libératoire entre 30 et 50 millions d'euros. Il commence la saison 2006-07 en tant que quatrième choix pour occuper le poste d'attaquant, derrière Aritz Aduriz, Joseba Etxeberria et le vétéran Ismael Urzaiz. Le mauvais début de saison et le peu de buts inscrits par l'Athletic conduisent l'entraîneur du moment, Félix Sarriugarte, à faire des rotations permettant à Llorente de faire son retour. Il termine la saison avec seulement 2 buts inscrits en 23 matches, ayant tout de même inscrit un but important contre le Valence CF au Mestalla (1-1).
Durant la pré-saison 2007-2008, Llorente inscrit 6 buts en 6 matches et un autre face à Numancia lors du Trophée Caja Duero. Sa forme affichée lui permet de devenir le premier choix de l'Athletic pour le poste d'attaquant et même s'il commence sa saison difficilement, il la termine avec un total de 11 buts en championnat alors que son équipe termine en milieu de tableau. Son total inclut 4 buts lors des deux confrontations face à Valence CF et d'autres buts contre le FC Barcelone, Villarreal et l'Atlético de Madrid.
Avant le début de la saison 2008-09, Llorente est confiant pour la saison à venir. « Je sais que je suis capable d'inscrire des buts et de passer une bonne saison. Je veux commencer cette saison avec la même forme que la fin de saison dernière ». Malgré les débuts modestes de l'Athletic, il inscrit 14 buts en championnat (son meilleur total) et 4 en coupe, permettant à son équipe d'atteindre la finale face au FC Barcelone (1-4).
Lors de la saison 2009-10, Llorente domine le classement des buteurs de la Ligue Europa pendant une longue période avec 8 buts inscrits. En championnat, il termine la saison avec 14 buts au compteur, l'Athletic finissant huitième.

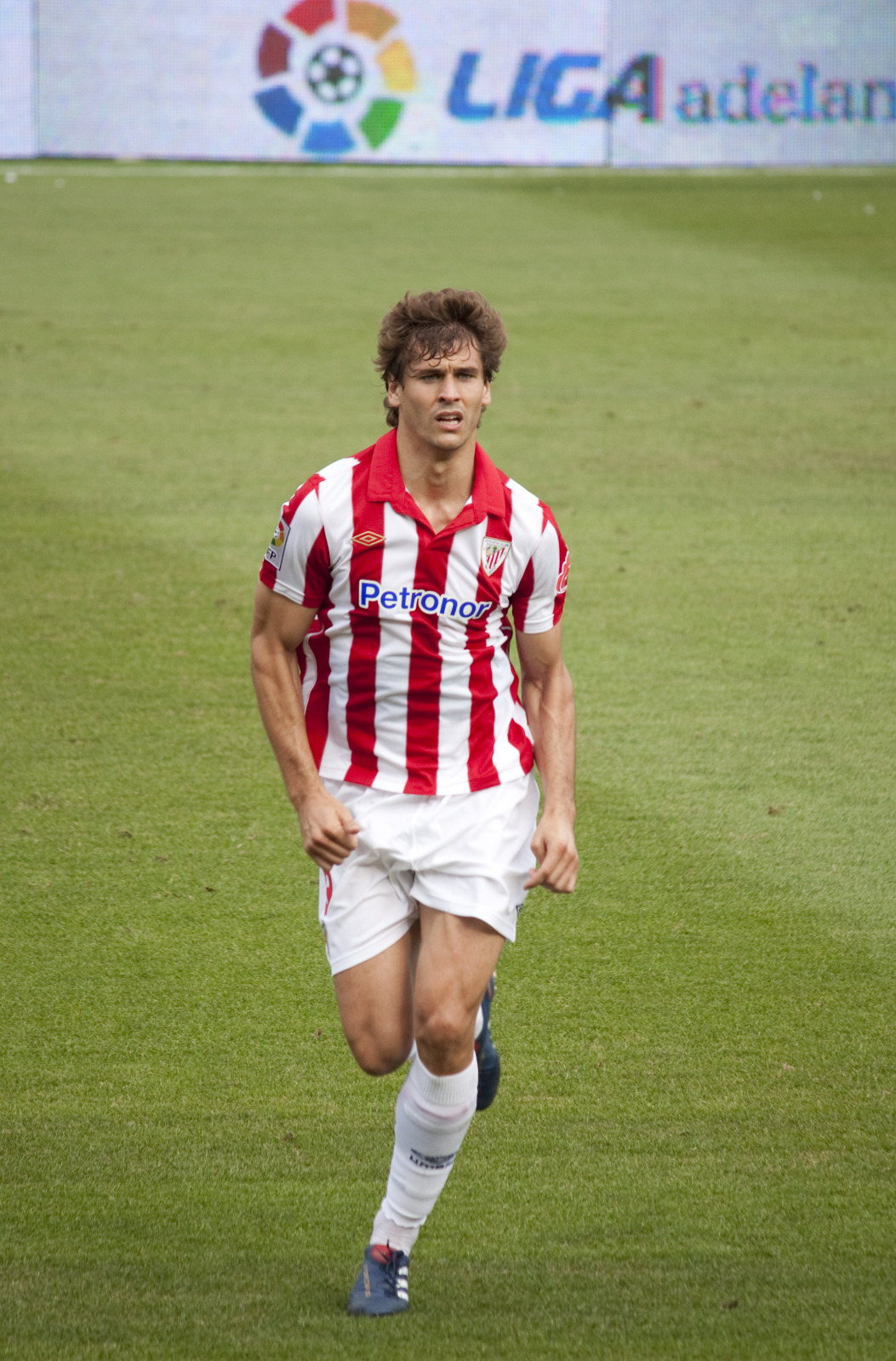
Llorente sous le maillot de Bilbao (août 2010) en Liga

L'arrivée de Marcelo Bielsa au poste d'entraîneur en 2011 est bénéfique pour Llorente et l'Athletic Bilbao, le joueur est mis en valeur par le système de jeu du coach argentin et s'affirme comme un des leaders du groupe. Le 15 mars 2012, alors que l'Athletic Bilbao dispute un match de Ligue Europa face à Manchester United, Llorente marque une volée à la Marco van Basten sur un dégagement. Le 26 avril 2012, face au Sporting Portugal, il inscrit en toute fin de match le but qui valide la qualification de son équipe en finale de la Ligue Europa.
Cette année là, son équipe est finaliste de la Ligue Europa et de la Copa del Rey. Sur le plan individuel, Llorente termine la saison avec sept buts en quinze matches de Ligue Europa. En Liga il finit sixième meilleur buteur et remporte le Trophée Zarra, qui récompense le meilleur buteur espagnol avec 17 buts.
Fin août 2012, le président annonce la volonté de Llorente de ne pas prolonger avec le club, ce qui le rendra libre de tout contrat à la fin de la saison. Le joueur exprime cette décision en public le 4 décembre face à la presse après 5 mois de silence, qui ont divisé les supporters. Certains demandant son départ immédiat et d'autres exprimant leur gratitude et demandant à ce qu'il prolonge. Il il doit faire face à la concurrence avec Aritz Aduriz et se retrouve souvent remplaçant. Pour cette dernière saison, il n'inscrit que quatre buts en championnat dont trois lors des trois dernières journées, ce qui permet d'assurer le maintien de l'Athletic Bilbao,.
Il est l'ultime buteur de l'Athletic Bilbao dans l'ancien San Mames avant le déménagement dans le nouveau San Mames.

### Juventus (2013-2015)
Le 24 janvier 2013, la Juventus annonce officiellement que Llorente, en fin de contrat avec l'Athletic, jouera dans ses rangs à partir du 1er juillet 2013,.

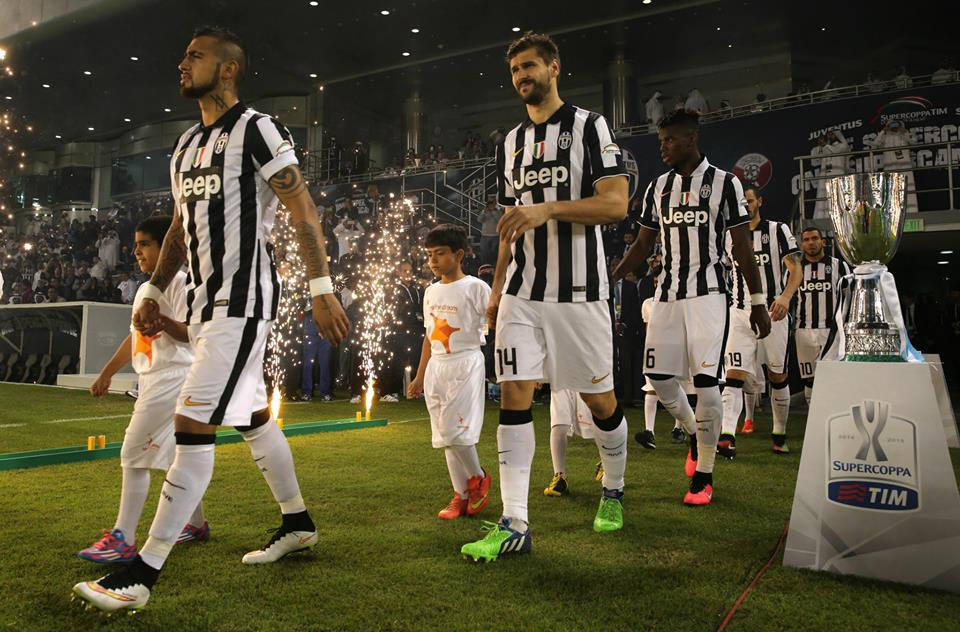
Llorente (n°14) avec la Juventus, entre Vidal et Pogba en décembre 2014

L'Espagnol montre des difficultés pour se faire au jeu italien. De ce fait, il est souvent sur le banc en début de saison alors qu'il est annoncé comme un buteur qui peut aider Turin à se hisser vers les sommets. Mais au fil des matches, il développe une complicité avec Carlos Tévez et commence à se montrer décisif. Llorente s'intègre définitivement à partir de janvier 2014 et enchaîne les bonnes performances, finissant le mois avec quatre buts. Durant la dernière journée de championnat, il marque et offre une passe décisive, terminant positivement sa première saison turinoise. La Juventus remporte le championnat d'Italie deux journées avant la clôture, terminant avec un record de 102 points dans une saison de Serie A.
Sa seconde saison est un peu plus mitigée, avec seulement 9 buts en 45 matchs. Llorente marque son premier but en octobre, après sept journées blanches. La concurrence avec son compatriote Álvaro Morata remet en cause son statut de titulaire. Malgré un bilan individuelle en demi teinte, il remporte une seconde fois le championnat et la Coppa Italia. De plus, la Juve est finaliste en Ligue des Champions mais s'incline contre le FC Barcelone (3-1) au cours d'un match où Llorente est remplaçant, ne jouant que quelques minutes. En partance en fin de saison, Llorente aura laissé une bonne image de son passage turinois auprès de ses coéquipiers et supporters.

### Séville FC (2015-2016)
Le 27 août 2015, après avoir résilié son contrat à l'amiable avec la Juventus, il s'engage pour trois ans avec le Séville FC. Sa clause libératoire est fixée à 20 millions d'euros.
Il marque son premier but avec Séville lors d'un match face au Celta Vigo (défaite 1-2).
En Ligue Europa, Séville s'impose en finale face à Liverpool ce qui permet à Llorente d'ajouter une nouvelle ligne à son palmarès.
Cependant, il ne réussit pas à gagner la confiance d'Unai Emery. Il n'est titulaire que six fois en championnat et ne participe à aucune rencontre de Ligue Europa après les huitièmes de finale.

### Swansea City (2016-2017)
Le 5 août 2016, Llorente rejoint la Premier League et signe avec Swansea City pour six millions d'euros, où le numéro 9 lui échoit,.
La presse estime que l'attaquant a fait le bon choix en s'engageant chez les Gallois car la pression de ce club est moindre et lui assure de la confiance. Llorente effectue une bonne première saison en Angleterre après deux années difficiles. Ses prestations avec Swansea sont de telles qualités que le Basque est sollicité durant le mercato hivernal par le Paris Saint-Germain ou Chelsea.
Llorente est le meilleur buteur de la tête lors de l'exercice 2016-2017 avec huit buts inscrits dans le domaine aérien. Sa complicité avec le milieu islandais Gylfi Sigurðsson, qui lui fait de nombreuses passes décisives, permet à Swansea de se maintenir en championnat. Llorente termine la saison avec quinze buts, un total honorable pour des débuts en Premier League.

### Tottenham (2017-2019)
Le 31 août 2017, Llorente s'engage avec Tottenham Hotpsur pour 12 millions d'euros malgré un très fort interêt de Chelsea. L'Espagnol arrive chez les Spurs pour épauler l'attaquant vedette du club, Harry Kane.
Ses débuts sont laborieux et Llorente fait face à une rude concurrence en attaque. En manque de confiance, il ne parvient pas à être décisif devant le but à l'image de son raté contre Leicester City. Le 6 décembre 2017, Llorente marque son premier but pour Tottenham et délivre également une passe décisive en Ligue des champions contre l'APOEL Nicosie (3-0). Il est titulaire pour la première fois en Premier League au mois de janvier 2018 et marque son premier but contre son ancien club de Swansea (2-0).
Le 4 janvier 2019, Llorente réalise un coup du chapeau face à la modeste équipe Tranmere Rovers en FA Cup (7-0).
Le 17 avril 2019, il marque un but capital en quart de finale retour de la Ligue des champions contre City. Son but, inscrit de la cuisse sur un corner, est validé par la VAR et permet à Tottenham de revenir à 4-3, signifiant que le club se qualifie sur un total de 4-4. Les Spurs se défont de la surprenante jeune équipe de l'Ajax Amsterdam en demi et atteignent pour la première fois de leur histoire la finale de la compétition. Il ne joue qu'une dizaine de minutes lors de la finale le 1er juin contre le Liverpool FC, perdue 2-0.

### SSC Naples (2019-2021)
Llorente s'engage au SSC Naples le 2 septembre 2019 pour deux saisons. Le montant du transfert, étant maintenu secret, serait de deux millions et demi d'euros,.
Llorente dispute son premier match pour le Napoli le 14 septembre 2019. Remplaçant Hirving Lozano en fin de rencontre, il délivre une passe décisive à Dries Mertens qui conclut un succès face à la Sampdoria (2-0). Llorente inscrit son premier but napolitain le 17 septembre en Ligue des champions lors d'une victoire 2-0 contre le tenant du titre du Liverpool FC au San Paolo. Il réalise un doublé durant la deuxième journée de championnat qui contribue à un succès 1-4 à l'extérieur face à Lecce.
En octobre 2020, il est proche de retourner dans club de coeur, l'Athletic Bilbao à la suite de la volonté des joueurs, de l'entraîneur et du directeur sportif de le faire revenir. Llorente exprime aussi son envie d'y retourner. Cependant le conseil d'administration du club s'oppose à son retour en raison des mauvais souvenirs liés à son départ controversé en 2013 qui a divisé les supporters,.

### Udinese (2021)
Peu utilisé lors de sa deuxième saison à Naples (5 apparitions toutes compétitions confondues), il s'engage avec l'Udinese lors du mercato d'hiver. Il a paraphe un contrat d'un an et demi jusqu'en juin 2022 avec les Frioulans.
Malgré tout, il est libéré seulement six mois plus tard après avoir inscrit un but en quatorze matchs.

### SD Eibar (2021-2022) et fin de carrière
Libre depuis cet été et après avoir résilié son contrat avec l'Udinese, il a retrouvé un club. L'ancien attaquant de l'Athletic Bilbao retourne en Espagne. Il a signé jusqu'à la fin de la saison avec SD Eibar en Deuxième Division.
Laissé libre en fin de saison, il annonce finalement sa retraite le 15 février 2023.

## Carrière internationale

### Equipes de jeunes
Llorente représente l'Espagne à la Coupe du monde des moins de 20 ans en 2005 aux côtés de joueurs tels que Fàbregas, Silva ou Juanfran. Ils sont éliminés en quarts de finale, mais ses 5 buts lui permettent d'obtenir le Soulier d'Argent, un but devant Lionel Messi.
Par la suite, il est régulièrement  convoqué chez les espoirs avec qui il dispute des matchs de qualification pour l'Euro espoirs 2006 aux côtés de Puerta, Albiol Arbeloa ou Iniesta, entre autres.

### Avec laRoja
Le 19 novembre 2008, le sélectionneur Vicente del Bosque convoque Llorente pour un match amical contre le Chili (3-0) où il remplace Xavi à la 72e minute. Le 11 février 2009, il inscrit son premier but international lors d'un match amical contre l'Angleterre (2-0) où il entre en jeu à la 64e minute.
Ses 14 buts inscrits avec l'Athletic lors de la saison 2008-09 lui valent d'être convoqué par Del Bosque pour la Coupe des confédérations 2009. Il entre notamment en jeu face à l'Afrique du Sud (2-0), inscrivant un but.

#### Vainqueur de la Coupe du monde 2010
Lors de la saison 2009-2010, Llorente n'est pas appelé en sélection, Del Bosque lui préférant Álvaro Negredo. Cependant, Il est appelé pour faire partie du groupe espagnol qui dispute la Coupe du monde 2010 en Afrique du Sud. Il est le troisième attaquant dans l'esprit du sélectionneur Vicente del Bosque et joue 30 minutes, lors de la victoire de son équipe (1-0) contre le Portugal en huitièmes de finale. Il suit donc du banc la victoire des siens face aux Néerlandais (1-0 après prolongations), remportant ainsi son premier titre avec sa sélection.
Le 8 octobre 2010, bénéficiant de la blessure de Fernando Torres, il commence le match des éliminatoires de l'Euro 2012 face à la Lituanie à Salamanque. Grâce à deux buts de la tête, sur deux centres de Sergio Ramos, il permet à sa sélection de s'imposer 3-1.
Parallèlement, Llorente a été amené plusieurs fois à jouer avec la sélection du Pays basque. Il a connu sa première sélection avec le Pays basque le 28 décembre 2005, face au Cameroun (0-1). Puis, lors de sa troisième sélection, il a marqué son premier but face à la Catalogne au Camp Nou, le 8 octobre 2006 (2-2).

#### Vainqueur de l'Euro 2012

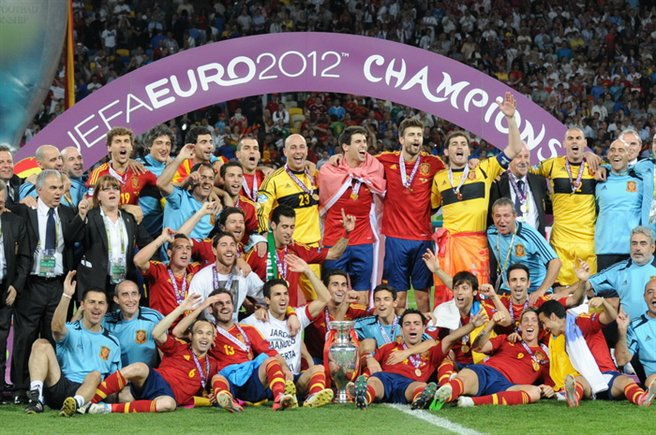
Llorente (en haut à gauche) célébrant la victoire à l'Euro 2012 avec l'équipe d'Espagne

Lors de la saison 2011-2012, il apparait quelques mois avant l'Euro 2012 comme l'un des plus gros atouts offensifs de la sélection espagnole, aidé en cela par l'inefficacité persistante de Fernando Torres et la grave blessure de David Villa durant l'hiver 2011, piliers habituels de cette équipe. Au printemps 2012, seul Roberto Soldado, attaquant de Valence semble pouvoir le concurrencer pour une place de titulaire à la pointe de la Roja.
Il ne disputera cependant aucun match, le sélectionneur préférera aligner Cesc Fàbregas, milieu de terrain, au poste d'avant centre tandis que Fernando Torres est le premier remplaçant.
En difficulté avec l'Athletic Bilbao, faisant toujours face à une concurrence importante au poste d'avant-centre (Torres, Villa, Soldado, Negredo et l'émergence de Diego Costa) et à la volonté de Vicente del Bosque de jouer avec un milieu de terrain au poste de n°9, il est peu présent dans le groupe espagnol lors de la saison 2012-2013.
Rencontrant une intégration difficile à la Juventus, il est malgré tout convoqué et dispute son dernier match international face à l'Afrique du Sud en novembre 2013.

## Statistiques

### Statistiques détaillées
| Saison                | Club                  | Championnat           | Championnat | Championnat | Championnat | Coupe nationale | Coupe nationale | Coupe nationale | Coupe de la Ligue | Coupe de la Ligue | Coupe de la Ligue | Supercoupe | Supercoupe | Supercoupe | Compétition(s) continentale(s) | Compétition(s) continentale(s) | Compétition(s) continentale(s) | Compétition(s) continentale(s) | Espagne | Espagne | Espagne | Total | Total | Total |
| Saison                | Club                  | Division              | M.          | B.          | P.d.        | M.              | B.              | P.d.            | M.                | B.                | P.d.              | M.         | B.         | P.d.       | Comp.                          | M.                             | B.                             | P.d.                           | M.      | B.      | P.d.    | M.    | B.    | P.d.  |
| 2004-2005             | Athletic Bilbao       | Liga                  | 15          | 3           | 0           | 4               | 3               | -               | -                 | -                 | -                 | -          | -          | -          | C3                             | 1                              | 0                              | 0                              | -       | -       | -       | 20    | 6     | 0     |
| 2005-2006             | Athletic Bilbao       | Liga                  | 22          | 2           | 4           | 3               | 2               | -               | -                 | -                 | -                 | -          | -          | -          | -                              | -                              | -                              | -                              | -       | -       | -       | 25    | 4     | 4     |
| 2006-2007             | Athletic Bilbao       | Liga                  | 23          | 2           | 2           | 1               | 0               | 0               | -                 | -                 | -                 | -          | -          | -          | -                              | -                              | -                              | -                              | -       | -       | -       | 24    | 2     | 2     |
| 2007-2008             | Athletic Bilbao       | Liga                  | 35          | 10          | 4           | 5               | 1               | 1               | -                 | -                 | -                 | -          | -          | -          | -                              | -                              | -                              | -                              | -       | -       | -       | 40    | 11    | 5     |
| 2008-2009             | Athletic Bilbao       | Liga                  | 34          | 13          | 1           | 9               | 7               | 2               | -                 | -                 | -                 | -          | -          | -          | -                              | -                              | -                              | -                              | 1       | 0       | 0       | 44    | 20    | 3     |
| 2009-2010             | Athletic Bilbao       | Liga                  | 37          | 14          | 5           | 2               | 0               | 1               | -                 | -                 | -                 | 1          | 0          | 0          | C3                             | 11                             | 8                              | 2                              | 4       | 2       | 0       | 55    | 24    | 8     |
| 2010-2011             | Athletic Bilbao       | Liga                  | 38          | 18          | 2           | 3               | 1               | 0               | -                 | -                 | -                 | -          | -          | -          | -                              | -                              | -                              | -                              | 8       | 5       | 0       | 49    | 24    | 2     |
| 2011-2012             | Athletic Bilbao       | Liga                  | 32          | 17          | 1           | 6               | 5               | 0               | -                 | -                 | -                 | -          | -          | -          | C3                             | 15                             | 7                              | 3                              | 6       | 0       | 0       | 59    | 29    | 4     |
| 2012-2013             | Athletic Bilbao       | Liga                  | 26          | 4           | 1           | 2               | 0               | 0               | -                 | -                 | -                 | -          | -          | -          | C3                             | 8                              | 1                              | 2                              | 2       | 0       | 0       | 38    | 5     | 3     |
| Sous-total            | Sous-total            | Sous-total            | 262         | 83          | 20          | 35              | 16              | 4               | -                 | -                 | -                 | 1          | 0          | 0          | -                              | 35                             | 16                             | 7                              | 21      | 7       | 0       | 354   | 122   | 31    |
| 2013-2014             | Juventus FC           | Serie A               | 34          | 16          | 5           | 1               | 0               | 0               | -                 | -                 | -                 | -          | -          | -          | C1+C3                          | 5+5                            | 2+0                            | 0                              | 2       | 0       | 0       | 47    | 18    | 5     |
| 2014-2015             | Juventus FC           | Serie A               | 31          | 7           | 1           | 4               | 1               | 1               | -                 | -                 | -                 | 1          | 0          | 0          | C1                             | 9                              | 1                              | 0                              | -       | -       | -       | 45    | 9     | 2     |
| 2015                  | Juventus FC           | Serie A               | 1           | 0           | 0           | -               | -               | -               | -                 | -                 | -                 | 1          | 0          | 0          | -                              | -                              | -                              | -                              | -       | -       | -       | 2     | 0     | 0     |
| Sous-total            | Sous-total            | Sous-total            | 66          | 23          | 6           | 5               | 1               | 1               | -                 | -                 | -                 | 2          | 0          | 0          | -                              | 19                             | 3                              | 0                              | 2       | 0       | 0       | 94    | 27    | 7     |
| 2015-2016             | Séville FC            | Liga                  | 23          | 4           | 2           | 6               | 0               | 0               | -                 | -                 | -                 | -          | -          | -          | C1+C3                          | 3+4                            | 1+2                            | 1                              | -       | -       | -       | 36    | 7     | 3     |
| Sous-total            | Sous-total            | Sous-total            | 23          | 4           | 2           | 6               | 0               | 0               | -                 | -                 | -                 | -          | -          | -          | -                              | 7                              | 3                              | 1                              | -       | -       | -       | 36    | 7     | 3     |
| 2016-2017             | Swansea City          | PL                    | 33          | 15          | 1           | 1               | 0               | 0               | 1                 | 0                 | 0                 | -          | -          | -          | -                              | -                              | -                              | -                              | -       | -       | -       | 35    | 15    | 1     |
| Sous-total            | Sous-total            | Sous-total            | 33          | 15          | 1           | 1               | 0               | 0               | 1                 | 0                 | 0                 | -          | -          | -          | -                              | -                              | -                              | -                              | -       | -       | -       | 35    | 15    | 1     |
| 2017-2018             | Tottenham Hotspur     | PL                    | 16          | 1           | 0           | 6               | 3               | 0               | 2                 | 0                 | 0                 | -          | -          | -          | C1                             | 7                              | 1                              | 1                              | -       | -       | -       | 31    | 5     | 1     |
| 2018-2019             | Tottenham Hotspur     | PL                    | 20          | 1           | 4           | 2               | 3               | 0               | 4                 | 2                 | 0                 | -          | -          | -          | C1                             | 9                              | 2                              | 1                              | -       | -       | -       | 35    | 8     | 5     |
| Sous-total            | Sous-total            | Sous-total            | 36          | 2           | 4           | 8               | 6               | 0               | 6                 | 2                 | 0                 | -          | -          | -          | -                              | 16                             | 3                              | 2                              | -       | -       | -       | 66    | 13    | 6     |
| 2019-2020             | SSC Naples            | Serie A               | 17          | 3           | 3           | 1               | 0               | 0               | -                 | -                 | -                 | -          | -          | -          | C1                             | 6                              | 1                              | 0                              | -       | -       | -       | 24    | 4     | 3     |
| 2020-2021             | SSC Naples            | Serie A               | 3           | 0           | 0           | 2               | 0               | 0               | -                 | -                 | -                 | -          | -          | -          | C3                             | -                              | -                              | -                              | -       | -       | -       | 5     | 0     | 0     |
| Sous-total            | Sous-total            | Sous-total            | 20          | 3           | 3           | 3               | 0               | 0               | -                 | -                 | -                 | -          | -          | -          | -                              | 6                              | 1                              | 0                              | -       | -       | -       | 29    | 4     | 3     |
| 2020-2021             | Udinese               | Serie A               | 14          | 1           | 0           | 1               | 0               | 0               | -                 | -                 | -                 | -          | -          | -          | -                              | -                              | -                              | -                              | -       | -       | -       | 15    | 1     | 0     |
| Sous-total            | Sous-total            | Sous-total            | 14          | 1           | 0           | 1               | 0               | 0               | -                 | -                 | -                 | -          | -          | -          | -                              | -                              | -                              | -                              | -       | -       | -       | 15    | 1     | 0     |
| 2021-2022             | SD Eibar              | Liga SmartBank        | 20          | 2           | 1           | 2               | 0               | 0               | -                 | -                 | -                 | -          | -          | -          | -                              | -                              | -                              | -                              | -       | -       | -       | 22    | 2     | 1     |
| Sous-total            | Sous-total            | Sous-total            | 20          | 2           | 1           | 2               | 0               | 0               | -                 | -                 | -                 | -          | -          | -          | -                              | 7                              | 3                              | 1                              | -       | -       | -       | 29    | 5     | 2     |
| Total sur la carrière | Total sur la carrière | Total sur la carrière | 466         | 132         | 37          | 61              | 23              | 5               | 7                 | 2                 | 0                 | 3          | 0          | 0          | -                              | 83                             | 26                             | 10                             | 23      | 7       | 0       | 643   | 190   | 52    |

### Buts internationaux
| Buts internationaux de Fernando Llorente | Buts internationaux de Fernando Llorente | Buts internationaux de Fernando Llorente          | Buts internationaux de Fernando Llorente | Buts internationaux de Fernando Llorente | Buts internationaux de Fernando Llorente | Buts internationaux de Fernando Llorente |
| 0                                        | Date                                     | Lieu                                              | Adversaire                               | Score                                    | Résultats                                | Compétitions                             |
| ---------------------------------------- | ---------------------------------------- | ------------------------------------------------- | ---------------------------------------- | ---------------------------------------- | ---------------------------------------- | ---------------------------------------- |
| 1                                        | 1er février 2009                         | Ramón Sánchez Pizjuán, Séville (Espagne)          | Angleterre                               | 2-0                                      | 2-0                                      | Match amical                             |
| 2                                        | 20 juin 2009                             | Free State Stadium, Bloemfontein (Afrique du Sud) | Afrique du Sud                           | 2-0                                      | 2-0                                      | Coupe des confédérations 2009            |
| 3                                        | 28 mai 2010                              | Tivoli Neu, Innsbruck (Autriche)                  | Arabie saoudite                          | 3-2                                      | 3-2                                      | Match amical                             |
| 4                                        | 7 septembre 2010                         | Monumental, Buenos Aires (Argentine)              | Argentine                                | 3-1                                      | 4-1                                      | Match amical                             |
| 5                                        | 8 octobre 2010                           | El Helmántico, Salamanque (Espagne)               | Lituanie                                 | 1-0                                      | 3-1                                      | Éliminatoires de l'Euro 2012             |
| 6                                        | 8 octobre 2010                           | El Helmántico, Salamanque (Espagne)               | Lituanie                                 | 2-1                                      | 3-1                                      | Éliminatoires de l'Euro 2012             |
| 7                                        | 12 octobre 2010                          | Hampden Park, Glasgow (Écosse)                    | Écosse                                   | 2-3                                      | 2-3                                      | Éliminatoires de l'Euro 2012             |

## Palmarès

### En club
- Athletic Bilbao
  - Finaliste de la Coupe d'Espagne en 2009 et 2012
  - Finaliste de la Ligue Europa en 2012
- Juventus
  - Champion d'Italie en 2014 et 2015
  - Vainqueur de la Coupe d'Italie en 2015
  - Vainqueur de la Supercoupe d'Italie en 2013 et 2015
  - Finaliste de la Supercoupe d'Italie en 2014
  - Finaliste de la Ligue des champions en 2015

- SSC Naples
  - Vainqueur de la Coupe d'Italie en 2020

- Séville FC
  - Vainqueur de la Ligue Europa en 2016
  - Finaliste de la Coupe d'Espagne en 2016
- Tottenham FC
  - Finaliste de la Ligue des champions en 2019

### En sélection
- Espagne
  - Vainqueur de la Coupe du monde en 2010
  - Vainqueur du Championnat d'Europe en 2012.

### Distinctions personnelles
- Soulier d'argent (Second meilleur buteur) de la Coupe du monde des moins de 20 ans en 2005.